# Actinia cari
Actinia cari és una espècie d'anèmone marina de la família dels actínids. És originària del mar Mediterrani, on és una espècie poc comuna, tot i que es pot trobar a costes de Gran Bretanya.

## Descripció
Actinia cari creix fins a aproximadament 4-5 centímetres d'ample i 8 centímetres d'alçada. Pot retreure completament els seus tentacles. És d'un color marró-verdós a vermellós, amb anells concèntrics, foscos i longitudinals a la paret del cos, i és de forma aproximadament cilíndrica o cònica.

## Distribució i hàbitat
Es tracta d'una espècie que es troba principalment al mar Mediterrani, i també es pot trobar a les parts adjacents de l'oceà Atlàntic. Actinia cari viu en zones rocoses, s'adhereix a les roques i a la part inferior de les pedres llises. És una espècie comuna i es troba a la zona infralitoral i la zona submareal a pocs metres de profunditat. Es sol confondre amb espècies similars.

## Comportament
Aquesta és una espècie nocturna. Atès que no és de gran mida, atrapa preses petites amb els seus tentacles.

## Verí
Aquesta anemona de mar conté toxines que es poden extreure pel mètode de "munyiment" mitjançant cromatografia en gel i intercanvi iònic. D'aquesta manera s'han extret dos polipèptids hemolítics. Les dues caritoxines, conegudes com a CTX I i CTX II, tenien composicions semblants d'aminoàcids que no incloïen cisteïna. Es va trobar que el pes molecular de la toxina pura era de 19.800 daltons. Es va trobar que la dosi letal (LD50) per als ratolins injectats per via intravenosa era de 54 μg/kg per a CTX 1 i de 90 μg/kg per a CTX II. També s'ha aïllat una altra caritoxina, CTX III, mitjançant l'autòlisi controlada dels tentacles a través d'un colador de niló, i s'ha separat mitjançant cromatografia en gel. Aquest tenia un pes molecular entre 20.000 i 25.000 daltons. L'activitat hemolítica de les tres caritoxines va ser inhibida de manera permanent i irreversible per l'esfingomielina.